# Sicyos maximowiczii
Sicyos maximowiczii är en gurkväxtart som beskrevs av Célestin Alfred Cogniaux. Sicyos maximowiczii ingår i släktet hårgurkor, och familjen gurkväxter. Inga underarter finns listade i Catalogue of Life.

## Bildgalleri

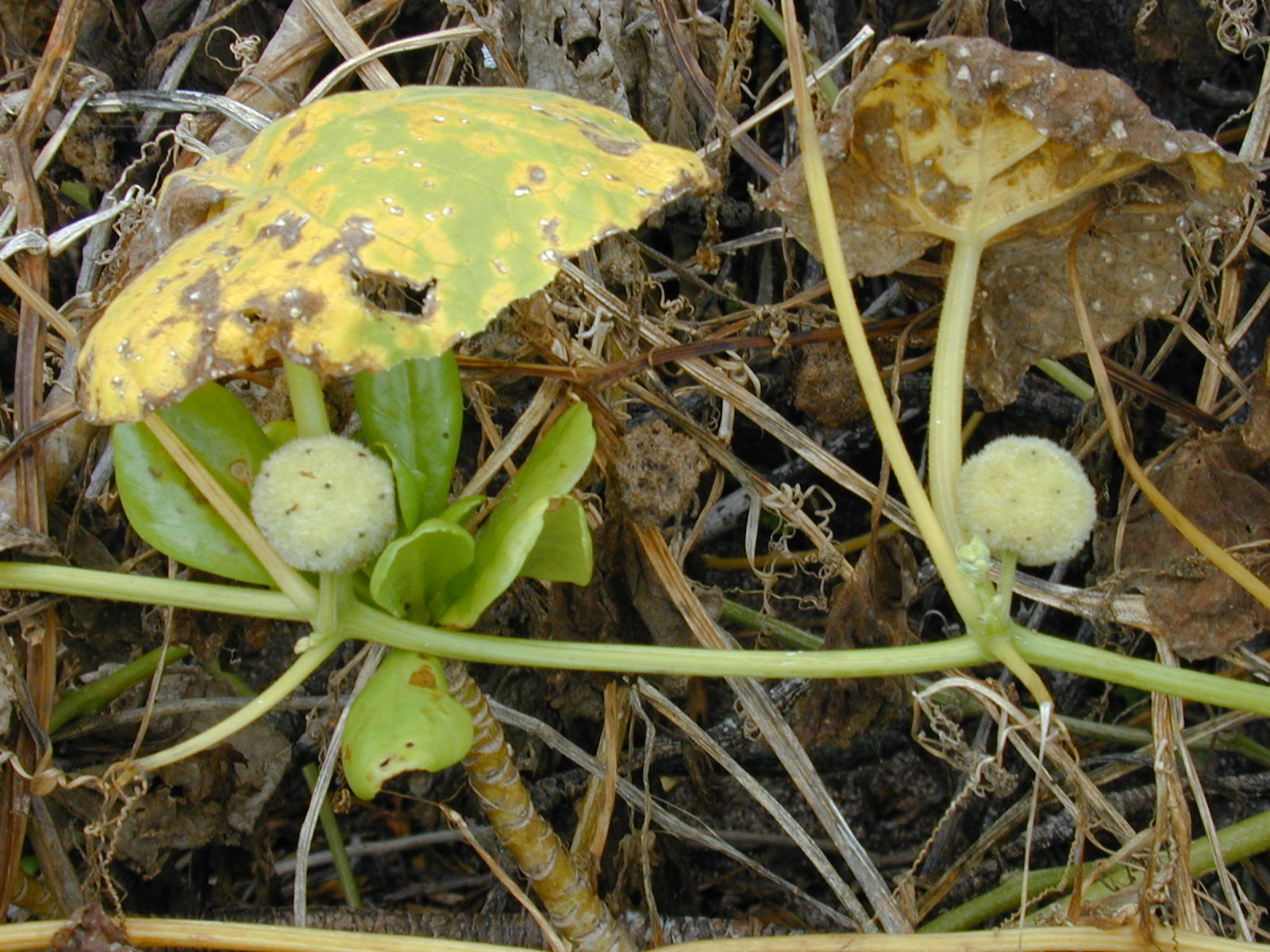
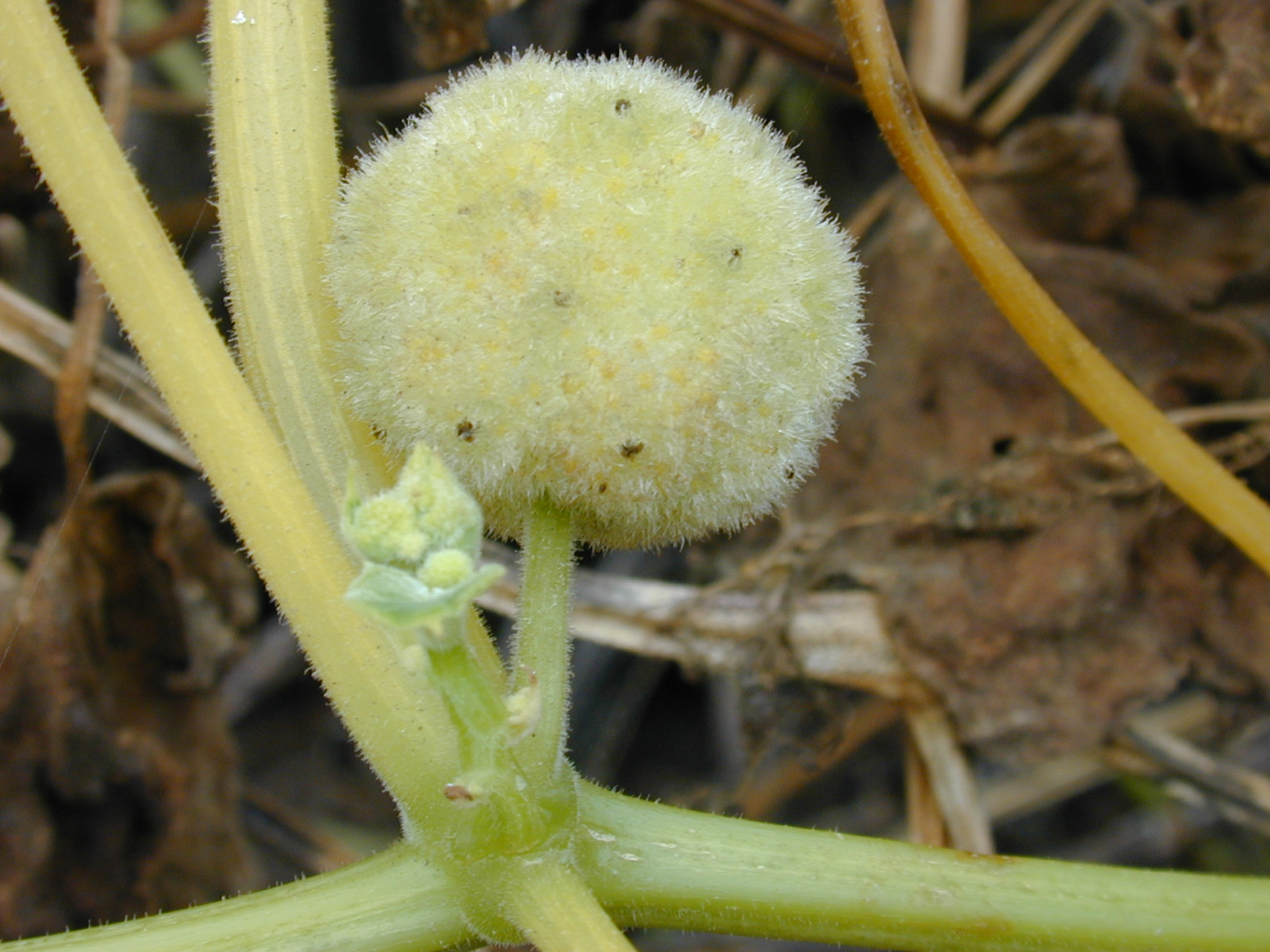
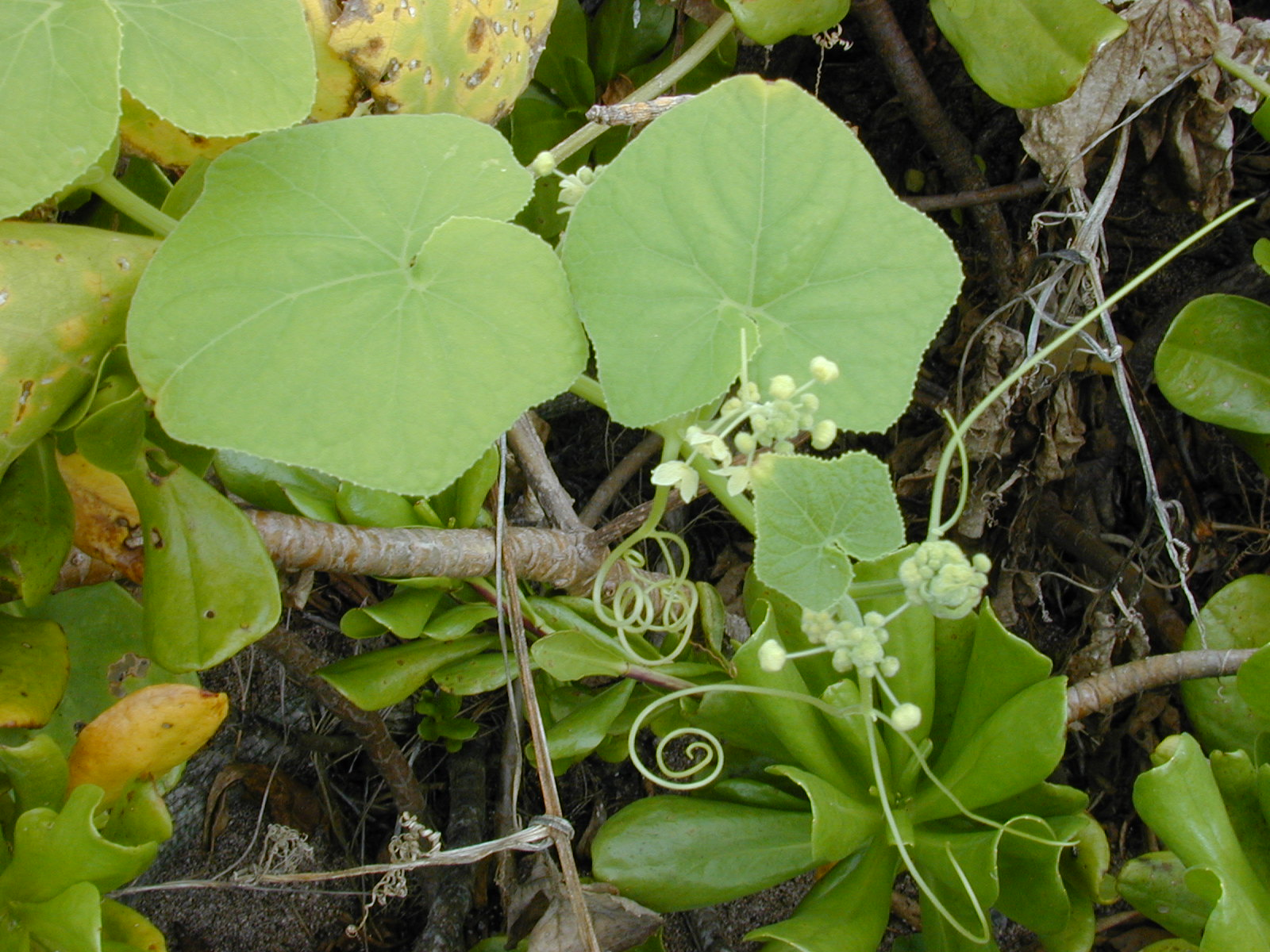
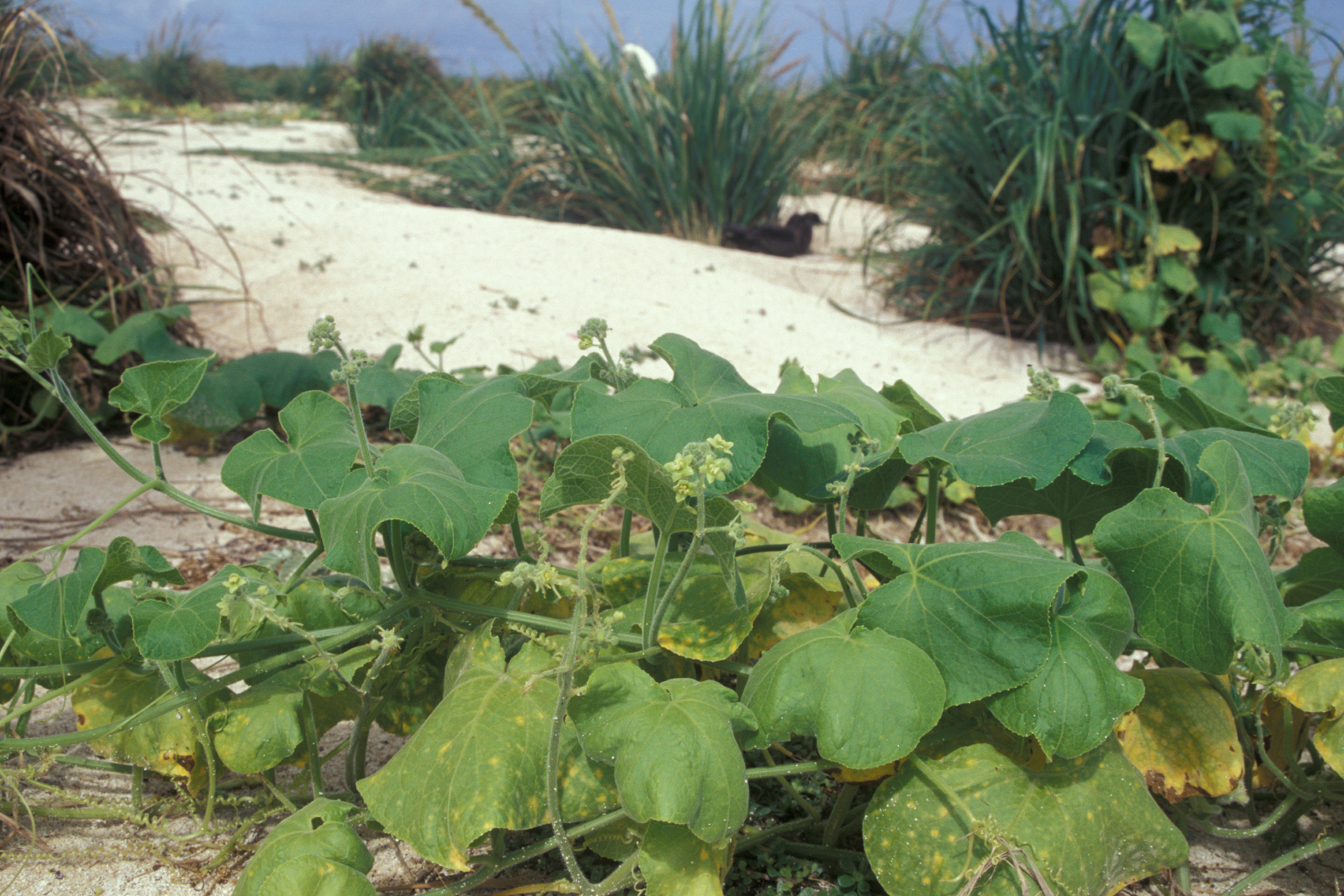
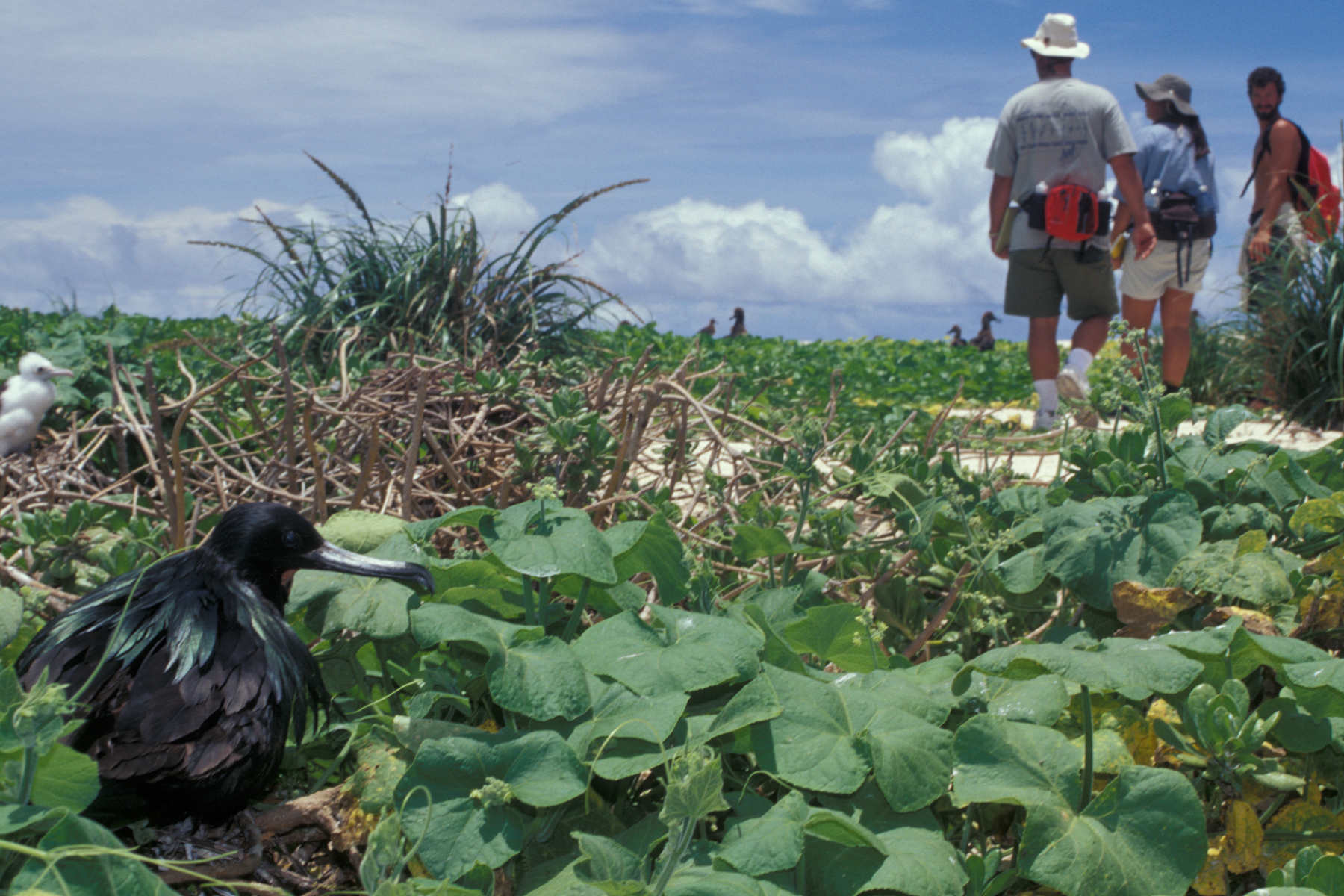